# أشر
أشِر (بالإنجليزية: Usher) (ولد باسم Usher Raymond IV في 14 أكتوبر، 1978، في تينيسي، الولايات المتحدة) هو مغنٍ وممثل أمريكي. اشتهر بنمط أغاني آر أن بي منذ بداية التسعينات. ومع حلول الألفية الجديدة أصبح أحد أشهر المغنيين لهذا النمط .
بعد نجاح ألبومه الأول الذي يحمل اسمه، أصدر ألبوم My Way، وكانت أشهر أغانيه You Make Me Wanna وNice and Slow. بعد ذلك أصدر ألبوم 8701 الذي يحتوي على أغانٍ عدة منها U Remind Me وU Got It Bad وU Don't Have to Call. تم بيع أكثر من مليون نسخة من ألبومه الأخير، Confessions، الذي احتوى على أغنية Yeah، وبذلك حطم كل الأرقام القياسية لألبومات آر إن بي.

## الألبومات
- (Usher (1994.
- (My Way (1997.
- (2001) 8701 .
- (Confessions (2004.
- (Here I Stand (2008.
- (Raymond v. Raymond (2010.
- (2012) Looking 4 myself

## الأفلام
- (Moesha (1997–1998 بدور جيرمي .
- (The Bold And The Beautiful (1998 بدور رايموند .
- (The Faculty (1998 بدور غيب سانتورا .
- (She's All That (1999 بدور لاعب الدي جي .
- (Light It Up (1999 بدور ليستر ديويت .
- (Texas Rangers (2001 بدور راندولف دوغلاس سيبيو .
- (In The Mix (2005 بدور داريل .
- (Killers (2010 بدور كيفن .

## وصلات خارجية
- أشر على موقع IMDb (الإنجليزية)
- أشر على موقع الموسوعة البريطانية (الإنجليزية)
- أشر على موقع روتن توميتوز (الإنجليزية)
- أشر على موقع ألو سيني (الفرنسية)
- أشر على موقع ميوزك برينز (الإنجليزية)
- أشر على موقع رولينغ ستون (الإنجليزية)
- أشر على موقع أول موفي (الإنجليزية)
- أشر على موقع قاعدة بيانات برودواي على الإنترنت (الإنجليزية)
- أشر على موقع قاعدة بيانات الأفلام السويدية (السويدية)
- أشر على موقع إن إن دي بي (الإنجليزية)

- الموقع الرسمي